# My Cat Is an Alien
My Cat Is an Alien (MCIAA) és el nom d'un duet musical i d'artistes audiovisuals italians consistents de Maurizio i Roberto Opalio, format a Torí, Itàlia, a finals de 1997. Ells publiquen música d'avantguarda i experimental en una forma peculiar d'improvisació que MCIAA defineix com 'composició instantània'.
Han posat en marxa col·laboracions multimèdia amb avantguardes com Sonic Youth, Thurston Moore, Lee Ranaldo, Christian Marclay, Keiji Haino, Jim O'Rourke, Loren Mazzacane Connors, Jackie-O Motherfucker, Nels Cline (Wilco), Text of Light, Steve Roden, Christina Carter (Charalambides), Mats Gustafsson, Enore Zaffiri o molts més.